# Keiji Watanabe
Keiji Watanabe (jap. 渡邊 圭二 Watanabe Keiji; ur. 28 stycznia 1985) – japoński piłkarz występujący na pozycji obrońcy.

## Kariera klubowa
Od 2003 do 2013 roku występował w klubach Nagoya Grampus, Japan Soccer College i JEF United Chiba.